# Drusus hackeri
Drusus hackeri là một loài Trichoptera trong họ Limnephilidae. Chúng phân bố ở miền Cổ bắc.